# IC 4299
IC 4299 — компактная вытянутая галактика типа Sbа (спиральная галактика с баром)в созвездии Центавр. Прямое восхождение — 13 час 36 минут и 47.5 секунды. Склонение -34° 03' 57". Видимые размеры — 1,90' × 0,9'. Видимая звёздная величина — 12,8. Поверхностная яркость — 13,2 mag/arcmin2. Этот объект входит в число перечисленных в оригинальной редакции нового общего каталога.
Прямой связи между IC 4296 и IC 4299 не обнаружено, но гало первой вытянуто в сторону второй.